# Xian de Fengyang
Le xian de Fengyang (凤阳县 ; pinyin : Fèngyáng Xiàn) est un district administratif de la province de l'Anhui en Chine. Il est placé sous la juridiction de la ville-préfecture de Chuzhou.

## Histoire
Fondateur de la dynastie Ming, l'empereur Hongwu souhaitait établir sa capitale dans le Xian de Fengyang, à proximité de son village natal, mais bien qu’il fût très avancé, le projet a finalement été abandonné, sans doute par superstition. Ce palais éphémère devait toutefois servir de modèle à la Cité interdite de Pékin. Démantelé progressivement, il a subi un séisme dévastateur en février 1644.
L'universitaire chinois Yang Jisheng indique que pendant la Grande famine, entre 1958 et 1961, 90 000 personnes sont mortes dans le district. Sur les 175 habitants du village de Qinggang, il n'en restait que 39 en 1961.

## Démographie
La population du district était de 689 320 habitants en 1999.